# Schiacciata di Pasqua
La schiacciata di Pasqua è un dolce tipico pasquale, come la colomba, caratteristico di Livorno, Pisa e dintorni, la cui tradizione risale verso la metà dell'Ottocento come prodotto della campagna di Fucecchio e zone limitrofe.
Contrariamente a quanto il nome potrebbe far pensare, la schiacciata di Pasqua non è di forma schiacciata ed è molto diversa dalle focacce locali: si tratta infatti di un dolce molto lievitato con un impasto lavorato e fermentato in modo naturale. Deve il nome al suo principale ingrediente, le uova, che abbondanti nel periodo pasquale, venivano rotte (o "stiacciate", in vernacolo) in grande quantità. Da non confondere con la schiacciata di Terni dalla caratteristica forma a panettone.
Ingredienti della schiacciata di Pasqua sono: farina bianca, zucchero, burro, olio, uova, lievito di birra, anici, vin santo, liquore, sale, miele, arancio e limone.